# Camptoprosopella angulata
Camptoprosopella angulata är en tvåvingeart som beskrevs av Shewell 1939. Camptoprosopella angulata ingår i släktet Camptoprosopella och familjen lövflugor.
Artens utbredningsområde är Maryland. Inga underarter finns listade i Catalogue of Life.